# Wons
Wons (Fries: Wûns) is een terpdorp in de gemeente Súdwest-Fryslân, in de Nederlandse provincie Friesland. Wons ligt tussen Makkum en Witmarsum, ten zuiden van de A7 aan de Kornwerdervaart. In 2023 telde het dorp 290 inwoners. In het postcodegebied van Wons liggen tevens de buurtschappen Gooium (deels) en Hayum.

## Geschiedenis
Het dorp is ontstaan op een terp. Wons was de naamgever van de grietenij en latere gemeente Wonseradeel. Wons is enige tijd de hoofdplaats geweest van de grietenij. De gemeente werd per 2011 opgeheven en is toen opgegaan in de nieuwe gemeente Súdwest-Fryslân.
Het dorp werd in de 13e eeuw vermeld als Wyldinghen, Veldenzee en Weldenzie, in de 14e eeuw als Wildinghe, Weldinghe, Wildinge en Woldens. In de 15e eeuw kwamen namen voor als Wondenze, Woldens, Woudens en Wons en in 1543 als Wondseraburen.
De plaatsnaam zou oorspronkelijk afgeleid zijn van de familienaam Waldingi, afgeleid van de naam Waldo.
Aan het begin van de Tweede Wereldoorlog waren de stellingen Wons en Kornwerderzand uitermate belangrijk. Bij Wons werd er hevig gevochten om de Duitsers af te houden, totdat de munitie van het kanon op was. Er staat een oorlogsmonument in het dorp.

## Kerk
In 1728 is in dit dorp, op de plaats van een middeleeuwse kerk, een achthoekig protestants kerkgebouw neergezet met een tentdak dat met een klokkekoepeltje is bekroond.
De kerk staat bekend als de Wonser theebus. Op de toren staat, in plaats van het gebruikelijke haantje, een hert, gemaakt door Wladimir de Vries. In het dorpswapen van Wons komt het hert ook voor. De kerk is het enige rijksmonument van Wons.

## Sport
Het dorp heeft een kaatsvereniging, Keats Klub Wûns en een biljartclub.

## Cultuur
Het dorp heeft een zangkoor en een fanfare Hosanna.

## Onderwijs
Wons had tot en met 2014 een basisschool, de Salverdaskoalle.

## Bekende (ex-)inwoners
De Friese dichter Jan Cornelis Pieters Salverda was schoolmeester in Wons. Zijn tragische levensloop en gespleten persoonlijkheid werden door zijn vriend en beschermer J.H. Halbertsma aangrijpend geschetst. De voormalige basisschool van het dorp droeg de naam van de dichter.
Rommert Politiek (1926-2014), geboren in Wons, was hoogleraar veefokkerij. Hij wordt beschouwd als de grondlegger van de moderne rundveehouderij in Nederland.